# 雜斑雉螺
雜斑雉螺（学名：Phasianella variegata）为雉螺科雉螺屬下的一个种。